# Goręczyno
Goręczyno is een dorp in de Poolse woiwodschap Pommeren. De plaats maakt deel uit van de gemeente Somonino en telt 1300 inwoners.